# Rudolf Stechmann
Rudolf Stechmann (* 9. Februar 1899 in Dollern; † 15. Oktober 1989 in Jork) war ein deutscher Politiker (DP). Er war von 1955 bis 1959 Abgeordneter im Landtag von Niedersachsen.
Stechmann absolvierte die Höhere Schule und meldete sich 1917 als Kriegsfreiwilliger für den Ersten Weltkrieg. Nach Kriegsende studierte er an der Technischen Hochschule Hannover, unterbrach dies jedoch für kurze Zeit, als er einem studentischen Kampfverband angehörte. Ab 1920 arbeitete er als Landwirt in Borstel im Kreis Stade. Durch einen kurzen Besuch der Landwirtschaftlichen Hochschule in Halle und durch ein autodidaktisches Studium schaffte er sein Examen und wurde 1924 als Dr. rer. nat. promoviert. Im Jahr 1925 wurde er Diplomlandwirt an der Universität Hamburg. Ab 1930 arbeitete er als selbständiger Bauer, bis er 1939 am Zweiten Weltkrieg als Chef einer schweren Einheit teilnahm. Nach Kriegsende gehörte er zu den Begründern des Bundes niederelbischer Obstbauern. Im Jahr 1953 führte ihn eine Studienreise über Obst- und Gemüseanbau und -absatz in die Vereinigten Staaten. Er war Mitinhaber und Geschäftsführer eines Klinkerwerkes.
Stechmann gehörte von 1955 bis 1959 der dritten Wahlperiode des Niedersächsischen Landtages an, ab dem 9. Mai 1955 als Mitglied der DP/CDU-Fraktion.